# Kismel Cruz
Kismeldy Cruz Pichardo, más conocida como Kismel Cruz (San Francisco de Macorís, República Dominicana, 27 de agosto de 1994) es periodista, locutora, productora radial, voz comercial y maestra de ceremonias. Ha colaborado con distintos medios de comunicación tanto a nivel nacional como local en la ciudad de Santiago de los Caballeros.

## Biografía
Kismel cruz, nació en San Francisco de Macorís el 27 se agosto de 1994, a temprana edad emigró a la ciudad de Santiago de los Caballeros junto a su madre Sandra Pichardo y su abuela Daniela Ramos.
En el 2018 se graduó de comunicación social en la Universidad Tecnológica de Santiago (Utesa). En el 2020 inició como locutora radial y productora del programa El Súper Show de los Sábados, que se transmite por la Nueva 106.9 F.M.
En 2021 inicia labores como presentadora de noticias en Sábado al Día, por Teleuniverso Canal 29. Además, en ese mismo año también comienza a trabajar como periodista del periódico El Nuevo Diario. 
Es maestra de ceremonia, voz comercial y ganadora del galardón periodista destacada del cibao, en Premios la Flor 2023.

## Premios y reconocimientos
Kismel Cruz fue nominada a los Premios Gardo (Galardón a la Radio Dominicana) 2020, en su segunda entrega, en la categoría de Mejor Conductor de Programa de Variedades Región Norte, en el cual también estuvo nominado el programa radial que produce y conduce El Super Show de los Sábados por La Nueva 106.9 FM.
En el 2023 recibe el galardón Periodista destacada del Cibao en Premios la Flor en su décima entrega, en ese mismo renglón estaban nominados otros periodistas destacados como Luis Manuel Flores, Elizabeth Almonte, Esmelin Molina, Ada Castillo e Iliana Rosario.